# Troglohyphantes svilajensis
Troglohyphantes svilajensis este o specie de păianjeni din genul Troglohyphantes, familia Linyphiidae. A fost descrisă pentru prima dată de Kratochvíl, 1948.
Este endemică în Croatia.

## Subspecii
Această specie cuprinde următoarele subspecii:
- T. s. bosnicus
- T. s. noctiphilus